# Ivan Smagghe
Ivan Smagghe (* 1971) ist ein französischer DJ, Remixer und Produzent im Bereich Techno.
Am Anfang seiner Karriere produzierte er zunächst mit Arnaud Rebotini unter dem Pseudonym Black Strobe seine ersten Tracks. Er war von 1996 bis 1999 auf dem Pariser Radiosender Nova wöchentlich in seiner Sendung Bad Karma zu hören. Auch bei Radiosendern wie Couleur 3, auf der Insel bei Galaxy FM oder bei Grenouille in Marseille waren seine DJ-Mixe zu hören. Für Radio Nova organisierte er einen DJ-Pool, zu dem unter anderem auch Laurent Garnier zählt.
2001 gründete er mit The Set Foundation sein eigenes Label, mit dem er vorwiegend unbekannteren Künstlern eine Plattform bieten möchte. Im Jahr 2004 erscheint seine vielbeachtete Mix-CD Ivan Smagghe Presents Death Disco.
Ende 2009 erschien mit Live at Robert Johnson Vol. 3 eine Mix-CD anlässlich des 10-jährigen Jubiläums des Offenbacher Technoclubs Robert Johnson.

## Diskographie (Auszug)

### Mix-CDs
- 1997: French Fried Funk (Slip 'n' Slide)
- 2002: Hard! (Chronowax)
- 2004: Bugged Out! Presents Suck My Deck (React)
- 2004: Ivan Smagghe Presents Death Disco (Eskimo Recordings)
- 2005: Fabric 23 (Fabric (London))
- 2006: Kill The DJ Introducing The Dysfunctional Family – A Mixed Up Compilation By Chloé Et Ivan Smagghe (Discograph, Kill The DJ Records)
- 2008: Cocoricò 03 (Mantra Vibes)
- 2009: Live At Robert Johnson Vol. 3 (Live At Robert Johnson)

### Remixe
- 2004: Alter Ego – Rocker (Klang Elektronik)
- 2004: Depeche Mode – Something To Do (Black Strobe Remix) (Mute Records)
- 2004: The Rapture – Sister Saviour (Black Strobe Remix) (Vertigo)